# مارماهیان رنگین دروغین
مارماهیان رنگین دروغین (نام علمی: Chlopsidae) نام یک تیره از راسته مارماهی‌سانان است.